# Mésoplodon A
Le mésoplodon dit « A » est une espèce potentielle de Mesoplodon, non-identifiée à l'heure actuelle. On pense que c'est en fait un Mesoplodon peruvianus
Informations : Toutes ces informations sont fondées sur des données supposées.
Sa nageoire dorsale est très reculée.
Les groupes atteignent de 2 à 8 individus.
On l'observe dans les eaux profondes du Pacifique oriental tropical, en général au large.
Il semble se nourrir de calmars.
Cette espèce de baleine à bec n'a été observée qu'une quarantaine de fois en mer.
Aucun échouage n'a été signalé jusqu'à ce jour.
Aucune dent n'a été repérée.